# Pierre Eric Deseigne
Cet article possède un paronyme, voir Desseigne.
Pierre Eric Deseigne, né en 1964, est un plongeur spéléo français. 

## Explorations
- Résurgence de Cul Froid (Indre). Arrêt à 570 m de l'entrée et à 72 m de profondeur[1].
- Résurgence de Sous Balme (Ain). Arrêt à 160 m de l'entrée et à 82 m de profondeur[2].
- Résurgence de l'Orbiquet (Calvados). Arrêt à 890 m de l'entrée, dans le sixième siphon[3].
- Résurgence de Marchepieds (Lot). Arrêt à 1220 m de l'entrée, à 58 m de profondeur, dans le troisième siphon[4].
- Grotte de la Sexagésime (Drôme). Arrêt à 860 m de l'entrée, dans le siphon Flahaut. Franchissement du siphon Morel, 590 m et 26 m de profondeur[5].
- Grotte du Kawtcho (Patagonie Chilienne). Arrêt à 212 m de l'entrée, à 38 m de profondeur, dans le deuxième siphon[6].
- La fosse Dionne (Tonnerre Yonne 2018)[7]

## Expéditions
- Ultima Patagonia 2006[8]
- Expé Duan 2011 et 2012[9]

Lors de l'expédition en Chine de 2012, il a réalisé en compagnie de Serge Césarano, la plongée la plus profonde de Chine dans une grotte. Il a atteint la profondeur de 121 mètres en recycleur CCR dans la résurgence de Daxing.